# 35P/Herschel-Rigollet
35P/Herschel–Rigollet es un cometa periódico con un período orbital de 155 años. Se ajusta a la definición clásica de cometa "tipo Halley", cuyo periodo orbital está entre 20 y 200 años. Fue descubierto por Carolina Herschel el 21 de diciembre de 1788. Se espera que su próximo perihelio se produzca en el año 2092.

## Aproximación en 1788-1789
Carolina Herschel observó por primera vez este cometa el 21 de diciembre de 1788. Más tarde fue observado esa misma noche por su hermano William Herschel, quien lo describió como «una nebulosa brillante  de unos 5 o 6 minutos de diámetro, mucho más grande que la nebulosa planetaria M57».
El cometa también fue observado en diciembre y enero por Nevil Maskelyne en el Real Observatorio de Greenwich y por Charles Messier en el Observatorio de París. Maskelyne fue el último que logró observar el cometa, el 5 de febrero de 1789.
Se han calculado dos posibles órbitas para el cometa. Una calculada en 1789 por Pierre Méchain y otra en 1922 por Margarita Palmer. Palmer consideró que la órbita que mejor se ajusta a las observaciones es una órbita elíptica con un período orbital de 1066 años.

## Aproximación en 1939-1940
El 28 de julio de 1939 el cometa fue redescubierto por Roger Rigollet. Fue descrito como «difuso y con una magnitud aparente de 8.0». El avistamiento fue confirmado al día siguiente por Alfonso Fresa desde el Observatorio de Turin y George van Biesbroeck desde el Observatorio Yerkes. El cometa perdió brillo pasado el mes de agosto, produciéndose su último avistamiento (fotográfico) el 16 de enero de 1940.
A partir de los datos del avistamiento de 1939, se realizaron los cálculos de la órbita del cometa por Jens P. Möller, Katherine P. Kaster y Thomas Bartlett. Se calculó que la fecha exacta del perihelio fue el 9 de agosto de 1939. Basándose en dichas órbitas, Leland E. Cunningham sugirió que el cometa era muy probablemente el mismo que describió Herschel en 1788.
El cálculo definitivo de la órbita fue realizado en 1974 por Brian G. Marsden, usando 75 posiciones de ambas apariciones del cometa en 1788-89 y 1939–40, además de desvíos producidos por planetas del sistema solar. Dicho cálculo permitió establecer la fecha del perihelio en 9 de agosto de 1939 y un periodo de 155 años.

## Aproximaciones a la Tierra
- 4 de noviembre de 1788 – 0.80 AU de la tierra[5]
- 30 de julio de 1939 – 0.82 AU de la tierra[5]